# ベレヌスのロビン
『ベレヌスのロビン』は、作画グループによる日本の漫画シリーズ作品。単行本既刊3巻。ここではシリーズの外伝、番外編も併せて解説する。

## 作品解説
描き手が分担して仕上げる、作画グループの合作ファンタジー漫画。作画グループの合作としては第7弾に相当する。
当時の作画グループの総力を結集した作品であり、志水圭、あずみ椋、中田雅喜、聖悠紀、みなもと太郎など、分野の違うバラエティに富む漫画家たちが惜しげも無く投入されている。特に『ベレヌスのロビン -炎の伝説-』の第三章はプロットを全面改訂したため、完成原稿を全て描き直す荒技まで行っている（後述）。
1982年『少年キング』（少年画報社）3-9号に連載された『ベレヌスのロビン -炎の伝説-』は『ベレヌスのロビン』シリーズの第一部である。発表当時は「炎の伝説」の方が主題で「ベレヌスのロビン」が副題だと認知されていたが、後にヘルギを埋葬する外伝が同人誌『GROUP』に。そしてメーヴが復活するSG企画描き下ろしの『ベレヌスのロビン -炎の戦士-』が1984年に発表され、本作が『ベレヌスのロビン』シリーズなる連作ファンタジーであると明らかになった。
一応、第二部『炎の戦士』巻末で「炎の戦士の章、完」のクレジットが入っている。だが、作中で暗黒王のロビンへ「三年の後、試練を与える」との台詞から、シリーズは更に続く可能性をも示唆していたものの、本編第三部に当たるだろう続編は未発表のままである。加えて2016年現在、ロビンなど主要キャラクターの作画を担当した志水圭や速水翼が鬼籍へ入り、作画グループも閉会してしまったため、第三部再開の目処は立っていない。
なお、『ベレヌスのロビン』シリーズとの直接の関係は無いが、作画グループの合作第8弾で『銀河活動大写真異聞』（ぎんがかつどうだいしゃしんいぶん）なる作品があり、これは映画プロダクションとその専属俳優達が『炎の伝説』を映画化するというもの。
性格や名前こそ違うが、俳優達の顔かたちは『ベレヌスのロビン』シリーズに登場する各キャラクターと瓜二つであり、作画担当もそのままである。

## ストーリー（炎の伝説）
はるか昔、マーグメルド公爵領は怪物ヒュドラーに荒らされていた。時の領主はキリスト教徒であるにも関わらず、魔女ロスメルタへ領地を与える取引をしてヒュドラーを退治するが、約束は反故され、ロスメルタは火刑に処される。ロスメルタは呪いの言葉と共に、領主の娘を生け贄に捧げることでヒュドラーを意のままに操れると叫んで絶命した。
それから数百年。マーグメルド城へ訪れたベレヌス伯の嫡子ロビンは、城で叔父アラリックに再会する。しかし、叔父は人が変わった様に彼を邪険に扱い、あまつさえマーグメルドのフレドリカ姫を拉致して逃亡してしまう。追跡するロビンは、馬車が双頭の飛龍となるのを目撃し、叔父の妻と名乗る美女メーヴから地割れの攻撃を受けて彼らを見失う。そんなロビンを助けたのは教会の神父だった。彼から一部にしか知られていないヒュドラー伝説の真実を聞かされたロビンは、途中、ヘルギ達盗賊とエルフ族の少女二人を味方に得て、姫の奪還とヒュドラー復活を阻止すべく、魔女メーヴの夢幻城へと向かうのだった。

## 第一部登場人物

### 主要キャラクター
ロビン
作画担当 - 志水圭
ベレヌス伯爵の次男。まだ従騎士であるが剣の腕は高い。立ち寄ったマーグメルドでフレドリカ姫と出会い、魔女メーヴとの戦いに巻き込まれる。世を救いフレドリカを取り戻すため、その居城、夢幻城へ向かう。
フレドリカ
作画担当 - さとうひとみ
マーグメルド公爵の娘。お転婆で剣の腕も立つが美姫として知られている。魔女メーヴにヒュドラーの生け贄として拉致される。
ヘルギ
作画担当 - あずみ椋
ロビンの幼なじみ。かつてベレヌス城の兵士であったが、今は盗賊の頭に鞍替えしている。報奨金目当てに仲間と共に夢幻城を目指す。
夢幻城の戦いで仲間を全員失い、自身もメーヴと相打ちの形で果てる。
メーヴ
作画担当 - 中田雅喜
ロスメルタの妹でやはり魔女。眠っているヒュドラーを復活させ、マーグメルドの滅亡を画策している。
自らの魔法で現世から隔絶した異世界、夢幻界を形成し、そこに存在する夢幻城を居城とする。
アラリック
作画担当 - 聖悠紀
ロビンの叔父。だが本物のアラリック卿は既に殺されており、彼はメーヴの手によって作られた偽者である。
神父
作画担当 - 志島銀
ヒュドラー伝説の真実を知ってメーヴに対抗するため、代々白魔法を研究していた初老の神父。ロビンを介抱してメーヴの居城の情報を彼に伝える。
メーヴにとても敵わないと諦めていたが、万に一つの可能性な賭けてロビンに魔女討伐の望みを託し、代々白魔術でかくまっていたエルフの少女たちへ引き合わせる。

### ヘルギの盗賊仲間
ヘルギ率いる無頼漢たち。他にも数人いるが夢幻城探索行には未参加。ラモスとヨタカ以外は最終決戦で夢幻界の崩壊に巻き込まれて死亡。
コック長
作画担当 - 寿限無
名前は不明。禿頭の男。宿ではロビンへカエルを食べさせる悪戯を仕掛ける。
ラモス
作画担当 - なかがわとむ
大男。コック長と共に宿で悪戯を仕掛ける。夢幻城では土塊の巨人（ゴーレム）の攻撃を受け止めて潰される。
ブロディ
作画担当 - 英真琴
眼帯男。ポールアックスを武器にする。
オービル
作画担当 - 志島銀
バンダナを巻いた青年。途中、宿屋の女に薬を盛られ、正気を失ったままリトへ襲いかかる。
ヨタカ
作画担当 - 寿限無
少年。北の塔登坂中にのど笛をヒル状の魔物に食いつかれて死亡。

### 妖精
メーヴに逆らったため、根絶やしにされた妖精（エルフ）族の生き残り姉妹。神父が白魔法で結界を張ってかくまわれていたが、異次元である夢幻界の境界を突破可能な魔力を持つため、神父がロビン一行へ託した。
エルフと呼ばれているが、どちらかというならハーピィかセイレーン的な存在で、基本は裸体で下半身に尾羽が生えており、両手を翼へ変化させることによって飛行可能になる。リムとリトは双子で互いに精神や生命を共有しているため、どちらかが死ぬと残りの一方も運命を共にして死に至る。
リム
作画担当 - なかがわとむ
姉。致命傷を負ったリトの願いで姉妹の先が長くないことを悟り、妖精の力で異次元である夢幻界へとロビンを案内後、現界に残ったリトと同時刻に死亡する。
瞳は藍色。髪型はショートで黄緑色のクラゲヘア。尾羽の色は黄緑。
リト
作画担当 - 速水翼
妹。旅の途中、オービルに襲われて腕に怪我を負い、助けられたヘルギに恋心を抱く。偵察中にメーヴの使い魔に襲われ致命傷を受け、ゴーレムに襲われる中、最後の力で危機一髪だったヘルギを空中待避させるが、そのまま力尽きて落命する。
翠の瞳。髪型はストレートロングな金髪。尾羽の色は桃色。

### その他
ロスメルタ
作画担当 - 聖悠紀
メーヴの姉。特に悪事を行っている描写はないが、魔女というだけで領主に約束を反故にされ、火刑にされてしまう。
マーグメルド公爵
作画担当 - なかがわとむ
現マーグメルド領主。娘をさらったアラリックとメーヴの名を聞き、ロビンがフレドリカと一緒との報告でじいやを捕らえて監禁する。
じいや
作画担当 - みなもと太郎
諸国を放浪するロビンのお目付役。忠臣。
ルイ
作画担当 - 神坂智子
フレドリカの弟。まだ幼い。
宿屋の女
作画担当 - 神坂智子
ロビン一行が泊まった宿屋の女主人。メーヴの手下で毒や薬を酒に盛ったが、ヘルギに看破され、切り裂かれて消失する。

## ストーリー（炎の戦士）
犠牲を出しながらもロビンによってヒュドラーは退治され、世の中に平和が戻ったかに見えた。だが、メーヴの怨嗟の残留思念は夢幻城跡の荒野に響き、それを聞きつけた暗黒王はリーミンを遣わし、魔女の骸を魔界へ持ち帰らせる。
そして暗黒王の力によりメーヴは復活した。復讐の念に燃える魔女はロビンを苦しめるためにヘルギを甦らせ、魔界から新たな魔物たちを呼び寄せてベレヌス・マーグメルド間の戦乱を操る。
果たしてロビンは友ヘルギや、祖国ベレヌスを救えるのか？

## 第二部登場人物

### 主要キャラクター
ロビン
作画担当 - 志水圭
メーヴとの戦い後、ベレヌスへ帰還。父に続き、自分をも暗殺せんとするハロルドの陰謀を潜り抜け、マーグメルドへ亡命。全ての元凶たる魔女メーヴを滅ぼさんと暗黒王の元へ向かう。
フレドリカ
作画担当 - さとうひとみ
マーグメルド公爵がヘルギによって暗殺された後、実質的な指導者としてベレヌス連合軍に立ち向かう。
ヘルギ
作画担当 - あずみ椋
メーヴの蘇生術によって反魂されたアンデッド。魔女を滅ぼすと自身も滅ぶ生殺奪与をメーヴに握られている。
最初は魔女によって甦ったことに反発するが、メーヴの「では、朽ち果てて骨になるがいい」との言葉に我に返り、「土の中は気に入らねぇ。じめじめしていやな臭いがするし…虫が身体を這い回る」と応えて、メーヴの手先になるのを了承。数々の暗殺、戦闘に手を染める。
魔物になったのを葛藤し、こんな形で現世にしがみついているのを自嘲するが、二度目の死への恐怖は拭えずに心が次第に魔物化して行く。
メーヴ
作画担当 - なかがわとむ
暗黒王の力を得て甦るが、肉体は再生できなかった。復讐のため、ヘルギとベレヌスのギョームを手駒にマーグメルトを滅亡させようと画策する。
精神体だけの存在で魔術を行使可能なものの、本体は骸なために移動できず、本体を破壊されれば滅んでしまう。
リーミン
作画担当 - 速水翼
魔物の少女。暗黒王に育てられた元人間。メーヴの声を聞いた暗黒王の使いとして、メーヴの骸を回収する。黒猫への変身能力や飛行能力を有する。
サグと共にヘルギの副官的な立場に置かれるが、次第にヘルギに惹かれて行き、ヘルギをメーヴの支配から解放すべく、ロビンを訪ねて彼を暗黒王の下へと案内する。
ハロルド
作画担当 - 神坂智子
ベレヌス伯の長男。ロビンとは腹違いで弟を邪魔者だと感じている。メーヴの後ろ盾を得て父を暗殺し、周囲の国々を統一せんと動き出す。
周辺のゴイデル、デヴォーナ、コンノートの三領主をメーヴの力を借りて暗殺し、強引に軍門に下すとベレヌス連合軍を編成。マーグメルドへ侵攻を開始する。
ギョーム
作画担当 - 聖悠紀
ベレヌス伯爵領の宰相。メーヴと結託し、ハロルドを操る黒幕。
娘のメリジーヌだけには甘い。終盤、メリジーヌを王妃ではなく、妾にしようと発言したハロルドに毒をもって誅殺し、ベレヌスの全権を握る。
メリジーヌ
作画担当 - 飛鷹まのあ
宰相の娘。世間知らずの箱入り娘であるが父親が悪事を行っているのを知り、衝撃を受ける。そして自分なりに父の暴走を止めようと行動する。
神父
作画担当 - 志島銀
前作より引き続き出演。ヘルギより先の戦いで死んだ仲間の供養を頼まれる。
ヘルギを救いたいロビンの相談にも乗るが、死霊となったヘルギは心まで魔に犯されて行くので、再び滅する他に救う道はないと説いている。

### 魔界
暗黒王
作画担当 - 不明
魔界を支配する神。悪魔と呼ばれているが、その正体はキリスト教の神に地の底へ追われた古代の神である。
嘆願からメーヴを甦らせ、地上に混乱をもたらすが、やって来たロビンに与えた試練をクリアさせた後、仮初めにヘルギに与えられている命を、メーヴを倒しても存続させて欲しいとのロビンの願いをかなえる。
ただし、ロビンがヘルギに分け与えた命は双方とも三年しか持たない。ゆえに三年の後、ロビンへ新たな試練を与えるとの新たな約束を交わすが、次の物語はまだ描かれておらず、試練の内容は不明のままである。
サグ
作画担当 - 志島銀
魔物のリーダー格。悪鬼（ゴブリン）族。ヘルギの指揮下におかれて不満を爆発させる。ロビン暗殺の際にヘルギが放った短剣を背に受けて死亡する。

### その他
ベレヌス伯爵
作画担当 - 飛鷹まのあ
ロビンとハロルドの父。心臓の病で床に伏せっており、ハロルドに政務を代行させている。ハロルドにとっては暗殺対象であり、フレドリカ姫とロビンの婚約発表をきっかけに前倒しされて実行。
呪いによって、ロビンの騎士叙勲式中に喀血。そのまま永眠する。
ギド
作画担当 - 寿限無
ベレヌス軍隊長の一人。ヘルギを兵士時代から知っており、同世代であるロビンとも幼い頃から親しい。
マーグメルドを攻めるヘルギに、ロビンが暗黒王へ交渉へ行ったのを伝えてメーヴへの翻意を促そうとする。
じいや
作画担当 - みなもと太郎
奸計でベレヌスにロビンを呼び戻した。そしてフレドリカ姫を極秘裏にベレヌスへ呼び寄せるが、これがハロルドの野心に火を付けるきっかけとなる。
マーグメルド公爵
作画担当 - なかがわとむ
フレドリカを助けてくれたロビンに恩義を感じを行うと共に娘との婚約を進めるが、城へ潜入したヘルギによって暗殺される。
医師
作画担当 - 鈴木隆和
ベレヌス伯の主治医。医学では説明のつかぬ原因不明の病に外的要因を疑うが、その矢先、リーミンとヘルギの手に掛かって殺害される。
ルイ
作画担当 - 神坂智子
父が暗殺されたのでマーグメルドの当主となるが、幼いので政務はフレドリカが宰相となって支える形となっている。
道士
作画担当 - 千亜樹潤
魔道士。メーヴにより領主を暗殺されたゴイデル、デヴォーナ、コンノート各領地の遺臣たちを率いるリーダー。
魔術を駆使してメーヴの骸が収められている館を突き止め、あと一歩の所まで攻め込むが、とって返してきたヘルギによって討たれてしまう。
コック長、ラモス、オービル、ブロディ、ヨタカ、リム、リト
作画担当 - 「#第一部登場人物」の項を参照。
前作の登場人物たち。幻影としてロビンの前に現れた。また、メーヴの手下となったヘルギの前に現れて、無言で彼を責める亡霊。
だがヘルギは「俺を憎んでいるんだろう、ケイベツすればいい（中略）。生きたいんだ。何が悪い」と言い放つ。

## スタッフ
シリーズ通してメンバーは同じ。
制作・監督： ばばよしあき
原作・脚本： あずみ椋
演出・進行： 志水圭

## 外伝・番外編

### 『Epilogue』
『炎の伝説』終了直後のエピソード。戦いの後、夢幻城で死亡したヘルギをロビンとフレドリカが埋葬する短編。回想シーンでロビンとヘルギの過去が描かれるのがメイン。
作画は志水圭、あずみ椋、さとうひとみ。

### 『Between the act』
ヘルギがベレヌスの兵士時代だった頃を描く、短編漫画。
作画は志水圭、あずみ椋。

### 『炎のじいや』
みなもと太郎が描く、『炎の戦士』のパロディ。本編で脇役であるじいやが、主役になろうとドン・キホーテ風に孤軍奮闘するギャグ漫画。
殆どの作画はみなもとだが、土の中から現れるヘルギのシーンにのみ、あずみ椋が協力している（その一コマ以外のヘルギは、みなもと風のデフォルメギャグ調で描かれている）。

### 『炎の伝説』第三章没版
第一部の第三章は「夢幻城で死んでしまう、ヘルギとその仲間達との交流を描きたい」との原作サイドの強い要望で、プロットが全面改稿されている。既に改稿前のプロットで原稿は完成していたが、作画グループはこれを受け入れて30枚の完成原稿を没にし、現在の形へ描き直している。
現在の第三章とは、
- 神父が白魔法使いではなく、リムとリトが神父によってかくまわれていない。
- 湖沼に妖精の島があり、島にはドワーフ王国がある。
- 島へ渡るボート（二人乗り）の関係でロビンとヘルギが話の中心。盗賊達は湖畔で留守番なので、ほぼ活躍しない。
- メーヴによって妖精国は滅ぼされ、その跡地にメーヴの配下であるドワーフが移住。生き残りのリムとリトはドワーフ王の観賞用奴隷として飼われている。
- ヘルギとロビンは宴の席で一服盛られドワーフ王へ捕らわれてしまうが、自由の身になれるのをロビンに賭けて脱獄させるなど、受け身であった妖精姉妹がかなりアグレッシブである。
- メーヴを倒すための夢幻城行きを聞いたリムとリトは、自主的に夢幻城への道案内を希望する。

と、かなりの相違がある。なお、この没原稿は作画グループ同人誌『GROUP』12号の『炎の伝説』特集で「幻の第三章」として掲載されている。

#### キャラクター
妖精姉妹が裸ではなく、服を着ているなどの細かいキャラクターデザインの違いは見られるが、基本的には第一部のキャラクターと同一。ここでは没となったドワーフ王を紹介する。
ドワーフ王
作画担当 - 神坂智子
ドワーフ王国の主。金に汚い性格でロビンらをメーヴに売る一方、ベレヌスからも身代金を取れるかの皮算用をしている。妖精を連れて逃げたロビンたちをガレー船で追跡するが、ヘルギの火矢で燃やされてしまう。

## 単行本
- 作画グループ 『ベレヌスのロビン -炎の伝説-』 少年画報社〈ヒットコミックス〉全1巻
昭和58年3月15日初版発行[11]
- 作画グループ 『ベレヌスのロビン -炎の戦士-』 SG企画　全2巻[12]

1. 1984年2月20日初版発行
2. 1985年6月20日初版発行